# Chlorogalum
Genre
Chlorogalum est un genre de plantes de la famille des asparagacées.

## Liste d’espèces
Selon ITIS :
- Chlorogalum angustifolium Kellogg
- Chlorogalum grandiflorum Hoover
- Chlorogalum parviflorum S. Wats.

- Chlorogalum pomeridianum (DC.) Kunth
- Chlorogalum purpureum Brandeg.